# インテリアデザイナー
インテリアデザイナー（英語：interior designer）とは、インテリアと呼ばれる建物内部やファサードなどの外部の装飾や空間構成、家具や照明器具、照明計画など住空間の一部ないし全体の室内演出・デザインや建物全体の構成などを手掛ける職業、またはこれを職業にしている人たちを意味する。

## 職能
フリーランスで事務所を設けて活動する人も多く、自ら家具やインテリア雑貨を制作する人もいる。
美術やデザイン知識、原価計算、コスト計算などの作業も必要な他、契約案件の説明、特に大規模事業の際にはプレゼンテーション能力なども必要とされる職種。
建物全体の構成や配置、家具の色彩的統一、壁紙の柄、設置場所などについての、より快適に暮らすための相談・コンサルティングも行う。
環境や空間をデザインしたり、家具などを設計する上で、色彩に対する鋭い感性や造形能力、空間判断力が求められる。また、人々が生活しやすい空間や使いやすいものを作るために、人間の行動や習慣について関心を持ち、人間工学、心理学、建築学、美術などまで、幅広い知識が必要とされる。

## 資格

### インテリアコーディネーター
インテリアコーディネーターは、公益社団法人インテリア産業協会が実施するインテリアコーディネーター資格試験に合格し、登録を受けている者である。
一次試験（学科）と二次試験（プレゼンテーション・論文）に分かれている。

### インテリアプランナー
インテリアプランナー(IP)は、公益財団法人建築技術教育普及センターが実施するインテリアプランナー試験に合格し、所定の実務経験を有したうえで、登録を受けている者である。
インテリアプランナー試験制度は、平成12年度まで建設省の告示に定められた審査証明制度であったが、告示廃止後、建築士試験制度を管理する建築技術教育普及センターが民間資格として引き継いだ。
学科試験と設計製図試験に分かれており、学科試験の合格者はアソシエイト・インテリアプランナー(AIP)に登録可能。

### インテリア設計士
インテリア設計士は、一般社団法人日本インテリア設計士協会が実施するインテリア設計士資格検定試験（1級・2級）に合格し、登録を受けている者である。
学科試験（1級は論文、2級は計画・技術・法規・法令）と実技試験（1級・2級とも企画計画、表現技術）に分かれている。

### 空間ディスプレイデザイナー・インテリアデザイナー・インテリアアドバイザー
空間ディスプレイデザイナー・インテリアデザイナー・インテリアアドバイザーは、日本デザインプランナー協会が実施する空間資格検定（1級・2級）、インテリアデザイナー資格検定、インテリア資格検定に合格した者である。
インターネットからの申し込みによる在宅受験となっており、登録は不要。

### 建築士
インテリアデザイナーとして仕事をする上で建築士の資格は必要ないが、インテリアコーディネーターも部屋の構造への理解が必要となり、仕事の幅を広げるために一定の経験を積んだ後に建築士の資格の取得を目指す人も多い。

## インテリアデザイナーになるための学校
- インテリアデザイン学科 を参照
- Category:日本のインテリアデザイン学校を参照
- Category:インテリアデザイン学校を参照
- Category:建築教育を参照